# Walter Ried
Walter Georg Ried (* 5. März 1920 in Frankfurt am Main; † 2. April 2008 ebenda) war ein deutscher Chemiker.

## Leben und Werk
Ried besuchte das Kaiser-Friedrich-Gymnasium in seiner Heimatstadt und studierte nach dem Abitur (1938) Chemie an der Universität Frankfurt. Nach der Promotion (1942) in organischer Chemie wurde er Assistent des damaligen Ordinarius Walther Borsche (1877–1950). Da er aufgrund einer Erkrankung kriegsuntauglich war, blieb er während des ganzen Krieges an der Universität, wo er die Auslagerung der Bibliothek und der wertvollen Apparate zum Schutz vor den Luftangriffen auf Frankfurt am Main organisierte. Nach Kriegsende organisierte er mit heimkehrenden Studenten den Wiederaufbau der zerstörten chemischen Institute. Zum Sommersemester 1946 konnte der Lehrbetrieb wieder aufgenommen werden.
Ried war der Johann Wolfgang Goethe-Universität über 60 Jahre lang verbunden. Er betreute etwa 260 Diplomanden, Staatsexamenskandidaten und Doktoranden. Während 108 Semestern war er für das chemische Praktikum von insgesamt 18.396 Studenten der Medizin und Zahnmedizin verantwortlich. Ried war Ehrenbürger der Johann Wolfgang Goethe-Universität und Träger des Bundesverdienstkreuzes.